# Daisy
Daisy  è un nome proprio di persona inglese femminile.

## Varianti in altre lingue
- Spagnolo (America latina): Deisy[1], Deysi[1]

## Origine e diffusione

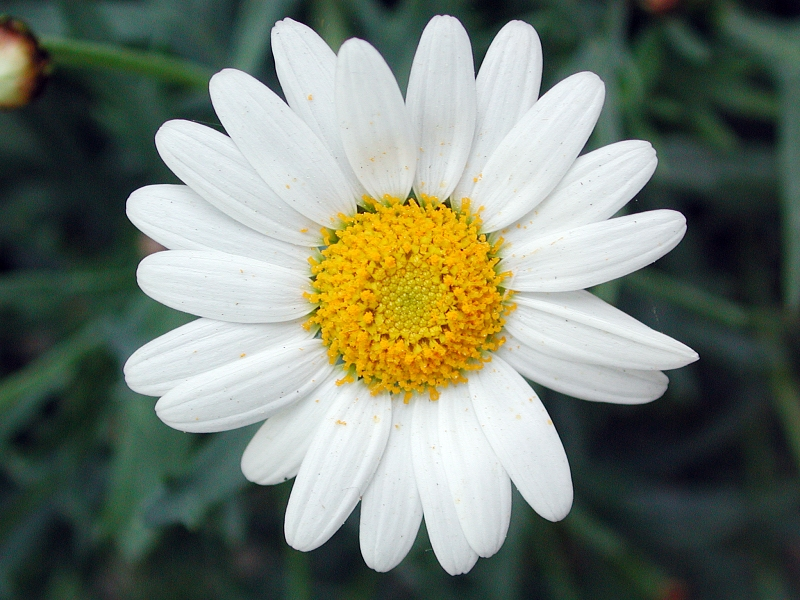
Una margherita (Leucanthemum vulgare)

È il nome inglese della margherita, e fa quindi parte di quell'ampia schiera di nomi ispirati al mondo dei fiori, assieme a Viola, Giacinta, Dalia, Sakura, Mimosa e molti altri. Etimologicamente, il sostantivo daisy deriva dall'inglese antico dægeseage o dæges eage, che significa "occhio del giorno", poiché apre i petali all'alba e li richiude al tramonto.
L'uso di Daisy come nome di persona è registrato a partire dal XIX secolo, assieme a diversi altri nomi di stampo floreale; già da prima però era usato come soprannome per le donne chiamate Margaret, nome che dal XVII secolo veniva usato per indicare questi fiori. Alla fine dell'Ottocento e all'inizio del Novecento il nome era molto diffuso, e venne usato tra l'altro da Francis Scott Fitzgerald per il personaggio di Daisy Buchanan ne Il Grande Gatsby (1925); negli anni 1970 era diventato più raro, ma dal 1979 tornò un po' in voga grazie a un personaggio della serie televisiva Hazzard.

## Onomastico
Nessuna santa porta il nome Daisy, che quindi è adespota; l'onomastico può essere festeggiato in occasione di Ognissanti, cioè il 1º novembre.

## Persone

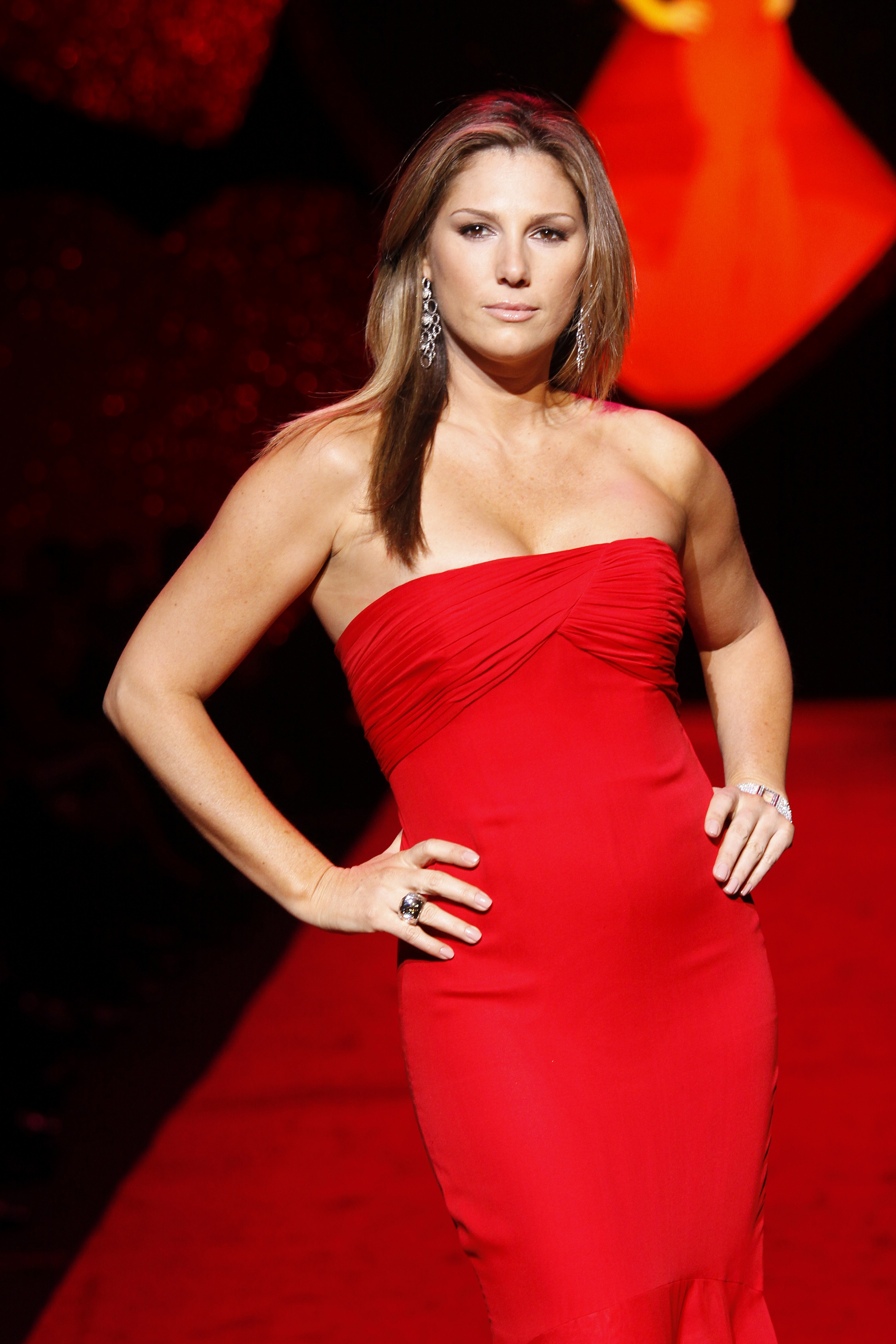
Daisy Fuentes

- Daisy Bates, attivista statunitense
- Daisy Bates, scrittrice e giornalista irlandese
- Daisy Betts, attrice australiana
- Daisy Cornwallis-West, socialite britannica
- Daisy de Lawayss, figlia di Maria Sofia di Baviera
- Daisy de Melker, infermiera e assassina seriale sudafricana
- Daisy Edgar-Jones, attrice britannica
- Daisy Fuentes, conduttrice televisiva e modella cubana naturalizzata statunitense
- Daisy Greville, nobile britannica
- Daisy Hilton, gemella siamese britannica assieme alla sorella Violet
- Daisy Lowe, modella britannica
- Daisy Lumini, musicista, compositrice e cantante italiana
- Daisy Osakue, discobola italiana
- Daisy Ridley, attrice britannica

### Variante Deysi
- Deysi Cori Tello, scacchista peruviana

## Il nome nelle arti
- Daisy è un personaggio dei Pokémon.
- Daisy Berkowitz è lo pseudonimo di Scott Mitchell Putesky, chitarrista statunitense.
- Daisy Doodad è un personaggio del cortometraggio del 1914 Daisy Doodad's Dial, diretto da Laurence Trimble.
- Daisy Fay Buchanan è la donna di cui Gatsby è innamorato nel romanzo di Francis Scott Fitzgerald Il Grande Gatsby.
- Daisy Duck è il nome originale del personaggio disneyano di Paperina.
- Daisy Duke è personaggio della serie televisiva Hazzard.
- Daisy Johnson è un personaggio dei fumetti Marvel.
- Daisy Toadstool è un personaggio della serie di Mario.
- Daisy Valenskj è un personaggio del romanzo di Judith Krantz Princess Daisy, e dell'omonimo film del 1983 da esso tratto.
- Daisy Werthan è un personaggio del film del 1989 A spasso con Daisy, diretto da Bruce Beresford.
- Daisy Bell fu la prima canzone ad essere cantata da un calcolatore elettronico IBM 7094 nel 1961.